# Lauren Maltby
Lauren Maltby (San Diego, 17 november 1984) is een Amerikaans voormalig actrice en psychologe.

## Carrière
Maltby begon als dertienjarige met haar eerste film Sisters and Other Strangers. Ze speelde in zeven films mee waaronder I'll Be Home for Christmas, The Princess Diaries en de drie Zenonfilms. Ze stopte met acteren toen ze afstudeerde met een diploma psychologie aan de Biola University en begon te werken voor "For The Child in Long Beach and The Cognitive Behavior Therapy Center of Southern California".

## Filmografie

### Films
| Jaar | Film                            | Rol                  |
| ---- | ------------------------------- | -------------------- |
| 1997 | Sisters and Other Strangers     | Twaalfjarige Gail    |
| 1998 | I'll Be Home for Christmas      | Tracey               |
| 1999 | Zenon: Girl of the 21st Century | Margie Hammond       |
| 2000 | Stepsister from Planet Weird    | Heather Hartman      |
| 2001 | Zenon: The Zequel               | Margie Hammond       |
| 2001 | The Princess Diaries            | student (uncredited) |
| 2004 | Zenon: Z3                       | Margie Hammond       |

### Series
| Jaar | Serie            | Rol      | Extra  |
| ---- | ---------------- | -------- | ------ |
| 2000 | One World        | Becky    | 1 afl. |
| 2002 | The Proud Family | Samantha | 1 afl. |